# Lopolito

Representación gráfica de distintos tipos de intrusiones: 1, Lacolito. 2, Dique pequeño. 3, Batolito. 4, Dique. 5, Lámina. 6, Cuello volcánico. 7, Lopolito.

Un lopolito es una intrusión magmática lenticular con forma de cubeta. El primero en emplear este término fue Frank Fitch Grout en el año 1918 al describir la intrusión de gabro de Duluth. Este cuerpo intrusivo no corta a los estratos encajantes, por lo que se le considera un cuerpo intrusivo concordante. Muchos yacimientos minerales de platinoides, cromo (Cr) y níquel (Ni) se asocian a los lopolitos, como el complejo de Bushveld (Sudáfrica), o el complejo de Sudbury (Canadá).